# Sestre milosrdnice
Sestre milosrdnice su rimokatolički ženski crkveni red. Osnivač reda je sv. Vinko Paulski
Sestre milosrdnice punim imenom Družba sestara milosrdnica sv. Vinka Paulskoga (latinski: Societas Filiarum Caritatis a S. Vincentio de Paulo, akronim: DC) najveći su ženski katolički crkveni red, čije su članice poznate po dobrotvornom radu i kao vrijedne medicinske sestre po bolnicama.
Sestre milosrdnice osnovao je 1633. u Parizu sv. Vinko Paulski i plemkinja sv. Louise de Marillac. Ta kongregacija bila je radikalna novost za standarde 17. stoljeća, kako zbog svoje organizacije - redovnice više nisu morale živjeti i boraviti isključivo po samostanima, a isto tako i zbog ciljeva djelovanja - misionarstva po najsiromašnijim zemljama svijeta, pomoći bolesnima i siromašnim. Sv. Vinko Paulski kao spretan organizator, po receptu iz Pariza - u svakom gradu ili zemlji u kojoj je namjeravao osnovati proviciju Sestara milosrdnica, prvo je osnovao bratovštinu među bogatijim damama koje su se htjele baviti karitativnim radom i pomoći sirotinji. Iz te jezgre, kasnije bi se razvila lokalna provincija.
Sestre milosrdnice djeluju u Hrvatskoj od 1845. kad je prvih šest časnih sestara iz Tirola stiglo u Zagreb. Gotovo od samog početka od 1846. rade u prvoj ženskoj bolnici. Između 1848. i 1945. u Zagrebu je djelovala njihova učiteljska škola, a od 1926. do 1945. i njihova ženska gimnazija. U Gospiću je gospićko-senjski biskup Zdenko Križić na 72. godišnjicu mučeničke smrti sestre Žarke Ivasić svečano otvorio postupak beatifikacije ili proglašenja mučeništva službenica Božjih sestre Žarke Ivasić i šest susestara mučenica (s. M. Kornelije Horvat, s. Lipharde Horvat, s. Geralde Jakob, s. Konstantine Mesar, s. Trofime Miloslavić i s. Blande Stipetić) iz Družbe sestara milosrdnica svetog Vinka Paulskoga – Zagreb, koje su stradale od komunističkog režima iz mržnje prema vjeri.
Bogoljuba Jazvo bila je sestra milosrdnica i upraviteljica Bolnice sestara milosrdnica u Zagrebu, poznata po spašavanju više od 300 Židova tijekom Drugog svjetskog rata.
Prve sestre došle su u Sloveniju u Maribor iz Graza 1843., a u Ljubljanu 1852.
Svetice iz ovoga reda su: sv. Louise de Marillac, sv. Katarina Laboure, sv. Elizabeth Ann Seton i sv. Jeanne-Antide Thouret te veći broj blaženica i službenica Božjih. Sv. Katarina Laboure imala je nekoliko ukazanja Blažene Djevice Marije, njenim zalaganjem nastala je i proširila se čudotvorna medaljica.

## Vanjske poveznice
|  | Zajednički poslužitelj ima još gradiva o temi Sestre milosrdnice |

- Sestre milosrdnice sv. Vinka Paulskog - Zagrebačka provincija Bezgrješnog začeća BDM